# Svenstrup & Vendelboe
Svenstrup & Vendelboe sind ein dänisches Produzenten- und DJ-Duo. Es besteht aus Kasper Svenstrup und Thomas Vendelboe.

## Geschichte
Beide Künstler, die schon vor der ersten Singleveröffentlichung als Produzenten aktiv waren, beschlossen im Jahr 2007, gemeinsam Musik zu veröffentlichen. Zuerst wurden allerdings nur Remixe, unter anderem für Medina, veröffentlicht. Die erste Single I nat folgte am 5. April 2010 und erhielt eine Goldene Schallplatte für 15.000 Downloads in Dänemark. In den Jahren 2011 bis 2013 folgten weitere Veröffentlichungen, wovon eine auch Platz eins der dänischen Charts erreichen konnte. Im Oktober 2013 wurde schließlich ein Album mit allen bisherigen Veröffentlichungen bei disco:wax herausgegeben, welches in den Top 10 der dänischen Albencharts einsteigen konnte.

## Diskografie

### Alben
- 2013: Svenstrup & Vendelboe

### Singles
eigene Veröffentlichungen
- 2010: I nat (mit Karen)
- 2011: Dybt vand (mit Nadia Malm)
- 2012: Glemmer dig aldrig (mit Nadia Malm)
- 2012: Where Do We Go From Here (mit Christopher)
- 2013: Hvor ondt det gør (mit Josefine)

Gastbeiträge
- 2013: Junkie (Medina feat. Svenstrup & Vendelboe)

### Remixe (Auswahl)
- 2009: Outlandish – Feels Like Saving the World
- 2010: Camilla Jones – The Truth
- 2010: Medina – You and I
- 2010: Robyn – Indestructible
- 2010: Remady – No Superstar
- 2011: Dany Coast feat. Christina Skaar – Swede Harmony
- 2011: Electric Lady Lab – Touch Me
- 2011: Medina – Gutter
- 2012: Medina – Forever
- 2013: Dank feat. Jacq – Crystals
- 2014: Bo Evers – Fred
- 2014: Medina – Jalousi
- 2017: Aqua – Roses Are Red (Svenstrup & Vendelboe Remix)